# Schwarzer Mittwoch
Als Schwarzer Mittwoch (englisch Black Wednesday) wird der 16. September 1992 bezeichnet, an dem es zu einer Krise des Europäischen Währungssystems (EWS) kam. Sie wurde ausgelöst durch Spekulationen gegen das britische Pfund Sterling und in geringerem Maße gegen die italienische Lira, welche beide als überbewertet angesehen wurden. Die Bank of England versuchte, durch Milliardenaufkäufe den bröckelnden Kurs des Pfunds zu stützen, was jedoch misslang. Infolgedessen musste das Vereinigte Königreich das Pfund abwerten und schied aus dem EWS aus. Für die britische Regierung unter Premierminister John Major bedeutete das Ereignis einen schweren Prestigeverlust. Hedgefondsmanager wie George Soros erzielten dagegen Milliardengewinne.

## Vorgeschichte
Das Vereinigte Königreich war am 8. Oktober 1990 dem EWS beigetreten. Konkret bedeutete der Beitritt, dass sich die Bank of England verpflichtete, das britische Pfund innerhalb gewisser, eng gezogener Schwankungsbreiten von ±6 % in einem stabilen Wechselkurs zur Deutschen Mark zu halten. Für die Beibehaltung des fixen Wechselkursverhältnisses mit der Deutschen Mark standen der Bank of England im Wesentlichen zwei geldpolitische Mittel zur Verfügung: die Variation des Zentralbankzinssatzes und die direkte Intervention auf dem Devisenmarkt durch An- und Verkauf von Währungsreserven. Der Wechselkurs wurde von der britischen Regierung auf 1 £ = 2,95 DM festgelegt, was dem damaligen tagesaktuellen Kurs entsprach. Längerfristig betrachtet entsprach dieser Kurs jedoch einem relativ hohen Pfundwert, und der damalige Bundesbankpräsident Karl Otto Pöhl warnte den britischen Schatzkanzler John Major in einem Telefongespräch davor, den Kurs ohne vorherige Verhandlungen festzulegen. Der fixierte Wechselkurs wurde jedoch in einem einseitigen Akt durch die britische Regierung kurzfristig bekanntgegeben.
Ausschlaggebend für die relative Eile bei der einseitigen Festlegung des Wechselkurses und dem schnellen Beitritt zum EWS waren vor allem innenpolitische Gründe. Die nach dem Rücktritt ihres Schatzkanzlers Nigel Lawson am 26. Oktober 1989 politisch innerhalb der eigenen Partei angeschlagene Premierministerin Margaret Thatcher wollte zusammen mit ihrem neuen Schatzkanzler John Major auf dem unmittelbar bevorstehenden Parteitag der Konservativen einen politischen Erfolg vorweisen können. Auch aus nationalen Prestige-Gründen kam kein niedrigerer Einstiegskurs in Frage. Durch die hohe Bewertung des Pfund hoffte Schatzkanzler Major, Importe zu verbilligen und damit die Preissteigerung im Vereinigten Königreich zu dämpfen. Die Hoffnung der Befürworter der EWS-Mitgliedschaft war die, dass Großbritannien bei enger Anbindung des Pfunds an die Deutsche Mark auch die niedrige Inflationsrate der deutschen Bundesrepublik quasi importieren würde. Dadurch würde das Vereinigte Königreich ebenso wie die in dieser Hinsicht beneidete Bundesrepublik zu einer „Oase der Geldwertstabilität“ und damit attraktiv für Investoren werden.
Von Anfang an hielten jedoch viele Finanzexperten bis in die Chefetagen der Bundesbank die Bewertung des Pfundes für zu hoch. Obgleich letztere diese Ansicht nicht öffentlich kundtaten, spielte diese Auffassung später, als es um die Verteidigung dieses Kurses ging, wohl eine Rolle. Gleich nach der Beitrittserklärung zum EWS senkte die britische Regierung ihre Zentralbankzinssätze, und der Pfund-Wechselkurs blieb zunächst stabil im Zielbereich, ohne dass größere Interventionen nötig wurden.

## Die Krise und der „Schwarze Mittwoch“ am 16. September 1992
Ab Beginn der 1990er Jahre begann die Deutsche Bundesbank unter ihrem Präsidenten Helmut Schlesinger, die Leitzinssätze anzuheben, um der Inflationsgefahr im Gefolge der deutschen Wiedervereinigung zu begegnen. Das Vereinigte Königreich musste dieser Geldpolitik wohl oder übel folgen. Die hohen Zinssätze führten jedoch innenpolitisch zu starken Protesten, weil viele Hauskäufer die hohen Kreditzinsen nicht mehr bedienen konnten. Mehrfach versuchte die britische Regierung, die Bundesbankführung zu bewegen, ihre Leitzinssätze zu senken, was nicht geschah.
Auch die Glaubwürdigkeit des EWS geriet ins Wanken, nachdem die Wähler Dänemarks am 2. Juni 1992 den Vertrag von Maastricht, der die schrittweise Bildung einer Europäischen Währungsunion aus den Strukturen des EWS heraus vorsah, in einem Referendum mehrheitlich ablehnten. Es war damit zu befürchten, dass auch die französischen Wähler, die für den 20. September 1992 in einem Referendum befragt werden sollten, den Vertrag ebenfalls ablehnen würden.
Am 15. September 1992 gab Bundesbank-Präsident Helmut Schlesinger dem Handelsblatt und dem Wall Street Journal  ein Interview, in dem er davon sprach, dass vor dem angesetzten französischen Referendum „ein oder zwei Währungen aus dem EWS unter Druck kommen“ könnten. Das Interview wurde durch das Handelsblatt ohne Autorisierung Schlesingers vorab veröffentlicht und bildete gewissermaßen den äußeren Startschuss zur Spekulation gegen die zwei Währungen im EWS, die von vielen als zu hoch bewertet gesehen wurden, die italienische Lira und das britische Pfund. In einer späteren Rechtfertigung wies Schlesinger darauf hin, dass er im selben Interview explizit das britische Pfund in Schutz genommen und festgestellt habe, dass die zuständigen britischen Stellen entsprechende Vorkehrungen getroffen hätten.
George Soros und andere Investoren waren der Meinung, dass das britische Pfund überbewertet sei und dass Großbritannien entweder das Pfund abwerten oder das EWS verlassen würde. Soros und andere setzten daher große Geldsummen zur Schwächung des Pfunds ein. Zuerst versuchte die britische Notenbank noch, durch Stützungskäufe ihre Währung zu stabilisieren. Eine Abwertung des Pfunds kam nicht in Frage, um das politische Ziel der Inflationskontrolle nicht zu verfehlen. Als das aber wenig Wirkung zeigte, gab sie am 16. September 1992, dem so genannten „Schwarzen Mittwoch“ („Black Wednesday“), eine Zinserhöhung von zuerst 10 % auf 12 % bekannt, um die Attraktivität des Pfundes zu steigern und Investoren anzuziehen. Nur wenige Stunden später stellte die Notenbank eine Erhöhung des Zinssatzes auf 15 % in Aussicht. Die Mehrheit der Devisenmarktteilnehmer ignorierte aber diese Aussage und setzte weiterhin hohe Summen gegen das Pfund, sodass gegen 19 Uhr Ortszeit der britische Finanz- und Wirtschaftsminister Norman Lamont bekannt gab, dass Großbritannien das EWS verlassen würde und die Zinsen wieder auf das alte Niveau von 10 % gesenkt würden. In der Folge fiel das britische Pfund in den nächsten fünf Wochen um fast 15 % gegenüber der D-Mark und um 25 % gegenüber dem US-Dollar.
Diese Spekulation brachte Soros einen Milliardengewinn und den Beinamen The man who broke the Bank of England ein.
Innenpolitisch ruinierte die Krise in Großbritannien das Vertrauen der Wählerschaft in die wirtschaftspolitische Kompetenz der Regierung Major. Die Währungskrise wurde von nicht wenigen als nationale Demütigung empfunden, die durch ein Zwangsregelwerk europäischer Institutionen verursacht worden sei. Die antieuropäische Stimmung im Vereinigten Königreich nahm zu und die Unterhauswahl im Jahr 1997 wurde mit einer großen Mehrheit von der oppositionellen Labour Party unter Tony Blair gewonnen.
Die Kosten für die Stützung des britischen Pfunds am Schwarzen Mittwoch, die letztlich der britische Steuerzahler zu tragen hatte, wurden sehr unterschiedlich geschätzt. Eine Analyse der britischen Regierung kam im Jahr 2005 auf etwa 3,3 Milliarden Pfund, während zuvor deutlich höhere Schätzungen von 13 bis 27 Milliarden Pfund kursierten.

## Weblink
- Mathias Zurlinden: The Vulnerability of Pegged Exchange Rates: The British Pound in the ERM. (PDF; 1,8 MB) 1993